# توني تشيري
توني تشيري (بالإنجليزية: Tony Cherry)‏ هو لاعب كرة قدم أمريكية ولاعب كرة القدم الكندية أمريكي، ولد في 8 فبراير 1963 في طرابلس في ليبيا.

## وصلات خارجية
- توني تشيري على موقع مرجع كرة القدم المحترفة.كوم (الإنجليزية)